# Hyper Dyne Side Arms
Hyper Dyne Side Arms (サイドアーム) est un jeu vidéo de type shoot 'em up à défilement horizontal développé par Capcom, édité par Capcom et Romstar sur le système d'arcade Commando. Il est sorti en 1986 et a été conçu par Noritaka Funamizu et Kihaji Okamoto. Il est ensuite porté sur plusieurs plates-formes : PC-Engine, Amiga, Amstrad CPC, Atari ST, Commodore 64, ZX Spectrum, MS-DOS,.
Side Arms est la suite du jeu Section Z, sorti en 1985.

## Équipe de développement
- Designers : Noritaka Funamizu, Kihaji Okamoto, Dekachin, Kawamoyan, Toride No Yas, Miki Chan
- Supplément : Uhe Uhe, Kurichan
- Musique : Ayako Mori
- Effets sonores : Tadanomi Surozoo
- Musiques additionnelles : Junko Tamiya (stage 1-1), Manami Matsumae (stage 1-2), Harumi Fujita (stages 2–2 and 3-1)
- Matériel : Panchi Kubozoo
- Logiciel : Mr.

## Portages
- PC Engine
- Amiga
- Amstrad CPC
- Atari ST
- Commodore 64
- ZX Spectrum
- MS-DOS